# Gabinete Rouvier I
O Gabinete Rouvier I foi o ministério formado por Maurice Rouvier em 31 de maio de 1887 e dissolvido em 04 de dezembro do mesmo ano. Foi o 24º gabinete da Terceira República Francesa, sendo antecedido pelo Gabinete Goblet e sucedido pelo Gabinete Tirard I.

## Contexto
Maurice Rouvier obteve apoio de parte da direita francesa pela primeira vez, formando um gabinete moderado, do qual removeu o general Georges Boulanger. O novo Presidente do Conselho de Ministros apresentou seu gabinete à Assembleia Nacional Francesa proferindo, em meio à agitação dos radicais, um breve discurso, seguido de um voto de confiança (362 a favor e 149 contra). Alguns radicais também fazem parte do novo governo, o que acarreta em suas expulsões do grupo parlamentar. De qualquer forma, o gabinete enfrenta oposição da extrema-esquerda e da ascensão do boulangismo.
Rouvier vê sua aliança com a direita se enfraquecer, uma vez que ele não era capaz de cumprir suas promessas para com os conservadores: a secularização do pessoal escolar, embora desacelerada, não parou, e a base católica não recebeu nenhuma vantagem ministerial, o que faz com que esse apoio seja paulatinamente retirado. Ao mesmo tempo, ele tinha que lidar com a insubordinação de Boulanger, que visitou Paris secretamente em várias ocasiões, mantendo vivo o movimento cesarista em torno de si. Em outubro, estoura o "Escândalo das Condecorações", marcado pela venda ilegal de comendas e medalhas do Exército francês, envolvendo o genro do Presidente da República, Jules Grévy, o que enfraquece ainda mais o gabinete.
Nesse cenário, Rouvier tentou, inicialmente, proteger o Presidente, mas, diante das evidências que se acumulavam ao longo do mês, só conseguiu protestar por uma questão de formalidade quando, em 5 de novembro, a Assembleia abriu um inquérito parlamentar com poderes judiciais. O próprio ministro da Justiça foi duramente criticado por não lançar luz sobre essa corrupção e renunciou em 30 de novembro. Enquanto isso, uma ampla coalizão de radicais, liderada por Georges Clemenceau, e a direita, apoiada secretamente por vários moderados (ou oportunistas) como Jules Ferry, derrubou o governo em 19 de novembro. No entanto, Grévy recusou todas as exigências de renúncia de Rouvier para atrasar sua própria queda. Até 1° de dezembro, o governo tratou dos assuntos correntes e tentou manter a ordem na capital.
Em 2 de dezembro de 1887, Jules Grévy assinou sua carta de renúncia. No mesmo dia, a Assembleia Nacional elegeu Sadi Carnot como o novo Presidente da França. Dois dias depois, o Gabinete Rouvier apresentou sua renúncia ao novo Presidente. Carnot, então, ofereceu o governo aos radicais, que exigiam garantias excessivas. Ele então convocou Armand Fallières para formar um governo, sem sucesso. Em seguida, convocou René Goblet, mas este também não obteve sucesso. Uma nova tentativa foi feita por Fallières, até que, em 12 de dezembro, Sadi Carnot nomeou Pierre Tirard - seu amigo e senador vitalício - como o novo Presidente do Conselho de Ministros.

## Composição
- Presidente da República: Jules Grévy; Sadi Carnot
- Presidente do Conselho de Ministros: Maurice Rouvier
- Ministro dos Estrangeiros: Émile Flourens
- Ministro da Justiça e Guardião dos Selos: Charles Mazeau; Armand Fallières
- Ministro do Interior: Armand Fallières
- Ministro da Guerra: Théophile Ferron
- Ministro das Finanças, Correios e Telégrafos: Maurice Rouvier
- Ministro da Marinha e Colônias: Édouard Barbey
- Ministro da Instrução Pública, Belas Artes e Cultos: Eugène Spuller
- Ministro das Obras Públicas: Severiano de Heredia
- Ministro da Agricultura: Paul Barbe
- Ministro do Comércio e Indústria: Lucien Dautresme